# Autoroutes Hanshin

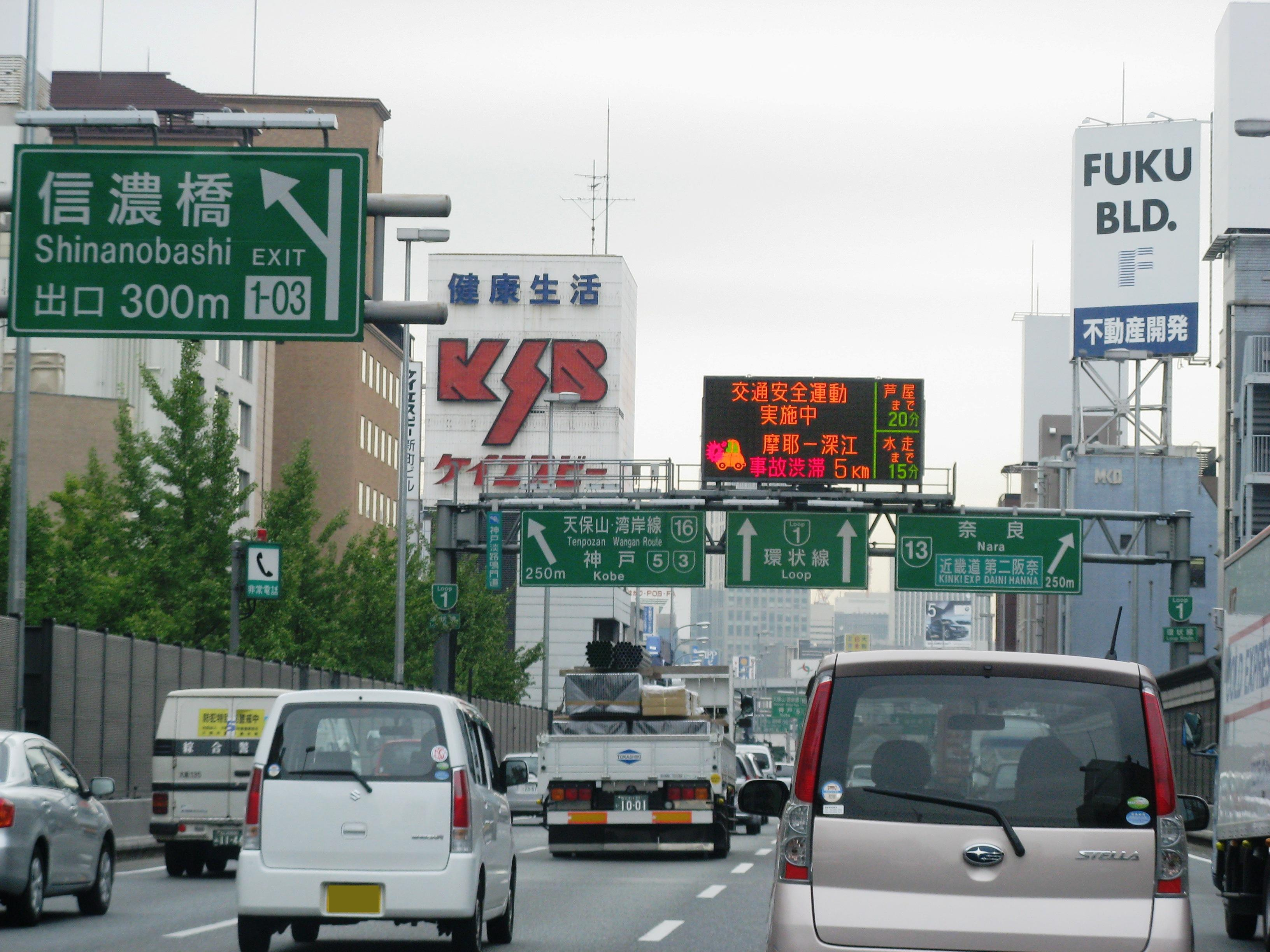
Route 1: route circulaire Hanshin à Shinanobashi, Osaka

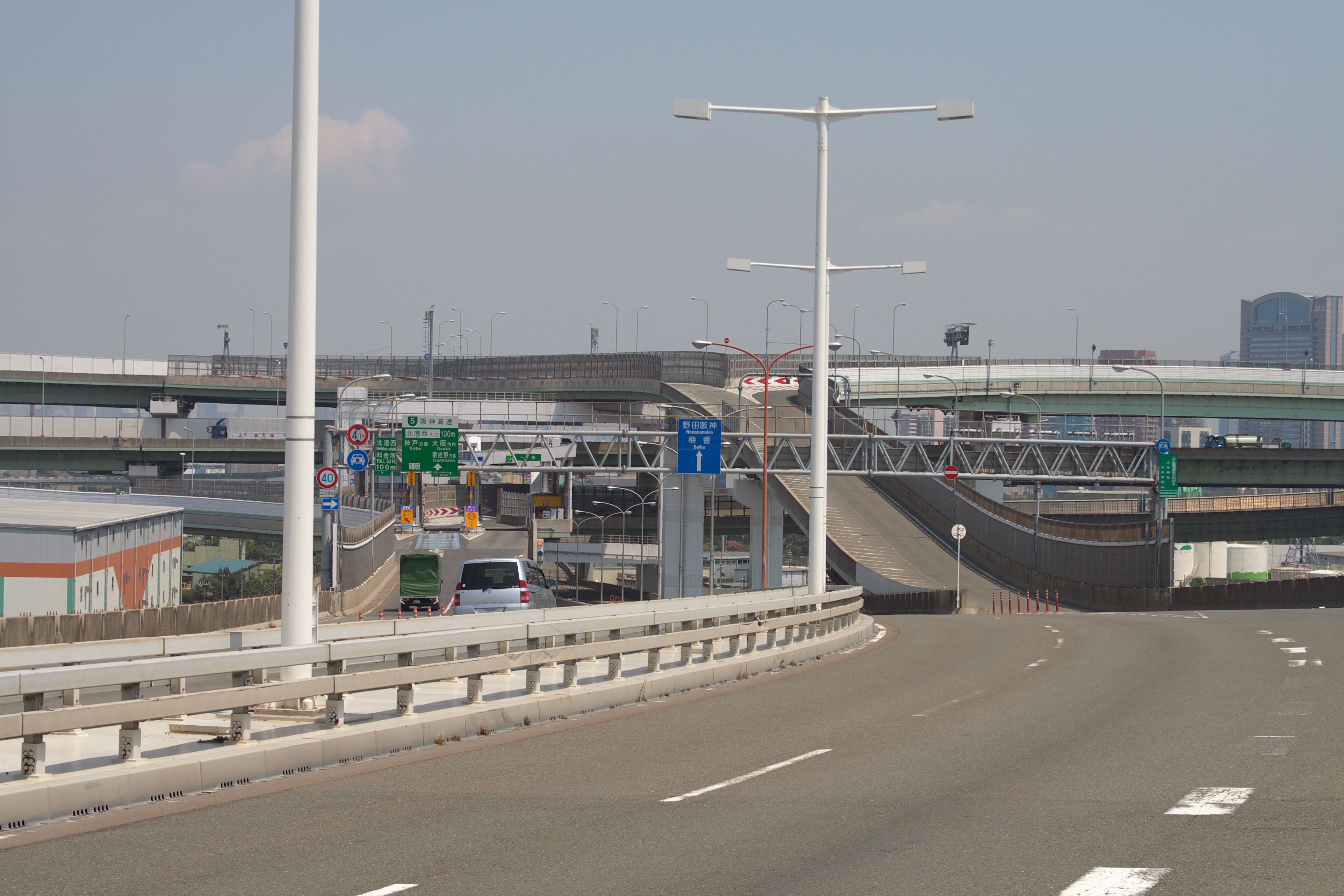
Autoroute Hanshin à Osaka

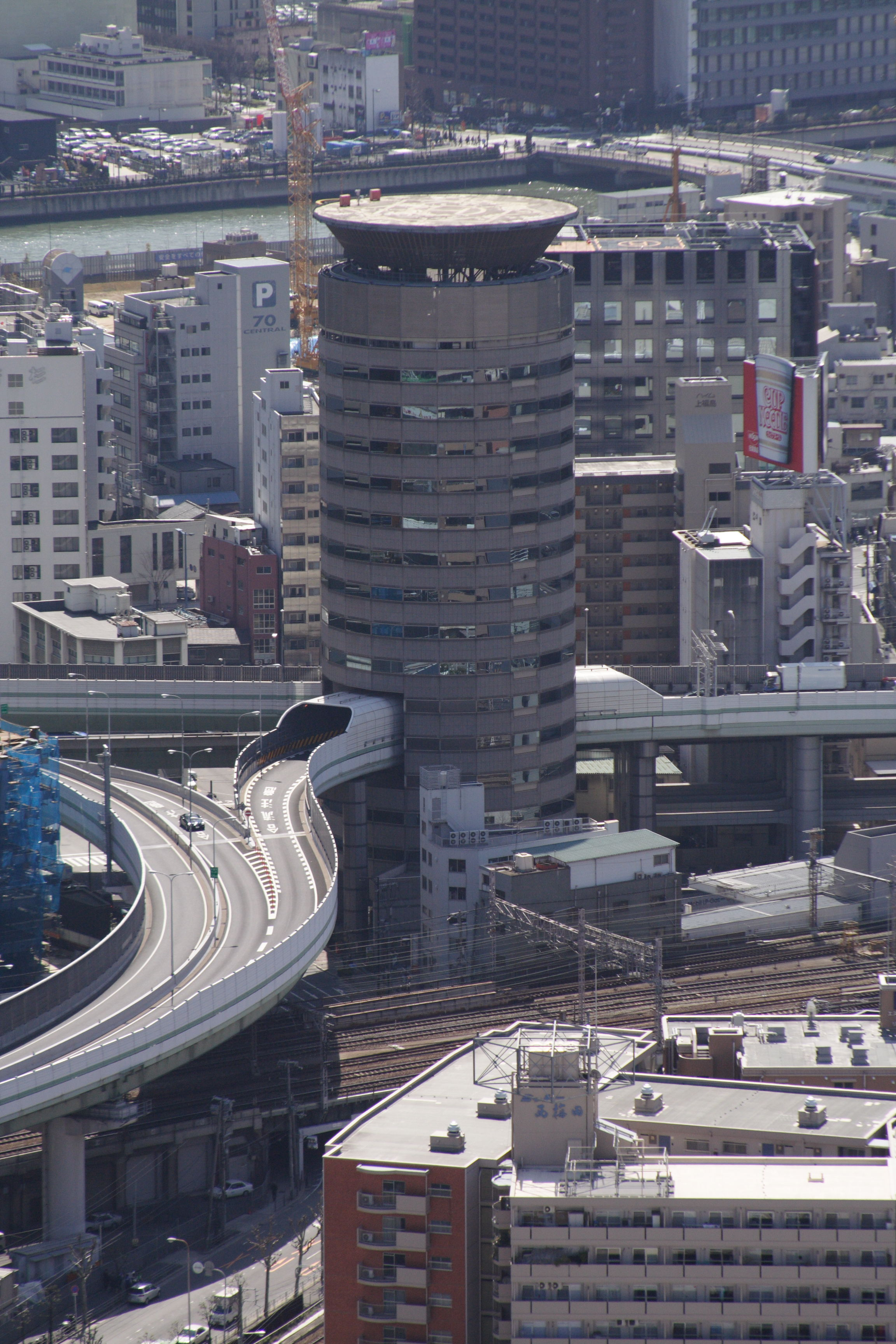
Gate Tower Building, avec l'autoroute Hanshin traversant les 5ème et 7ème étages

Les autoroutes Hanshin (阪神高速道路, Hanshin Kōsoku-dōro) sont un réseau de 239,3 km d'autoroutes reliant Osaka, Kobe et Kyoto, au Japon. Exploitées par Hanshin Expressway Company, Limited (阪神高速道路株式会社, Hanshin Kōsoku-dōro Kabushiki-gaisha), elles ont été ouvertes en 1962.
Des portions de l'autoroute Hanshin (environ 400 m à l'est de la gare de Fukae) se sont effondrées lors du séisme de Kobé le 17 janvier 1995. Ces sections ont été reconstruites en 1996. Des portions de l'autoroute d'Osaka sont présentées dans Tokyo Xtreme Racer 3 et dans les jeux vidéo Wangan Midnight Maximum Tune à partir du numéro 3.

## Routes

Autoroutes Hanshin

- 1 - Route circulaire (centre d'Osaka)
- 2 - Route Yodogawa-Sagan (Hokko-kita - Universal Studios Japan )
- 3 - Route de Kobe (Nishi-Nagahori - Amagasaki - Nishinomiya - Kobe)
- 4 - Route du littoral ( Port d'Osaka - Rinku Town, Aéroport international du Kansai )
- 5 - Route du littoral (Port d'Osaka - Île de Rokkō )
- 6 - Route Yamatogawa
- 7 - Route Kita-Kobe (Igawadani - Shirakawa - Minotani - Arima - Nishinomiya-Yamaguchi)
- 11 - Route d'Ikeda ( Umeda - Toyonaka - Aéroport international d'Osaka - Kawanishi - Ikeda )
- 12 - Route de Moriguchi (Kitahama - Moriguchi )
- 13 - Route Higashi-Osaka (centre d'Osaka - Higashiōsaka )
- 14 - Route Matsubara ( Namba - Hirano - Matsubara )
- 15 - Route de Sakai ( Sumiyoshi - Suminoe - Sakai )
- 16 - Route d'Osakako (Nishi-Nagahori - Port d'Osaka)
- 17 - Route Nishi-Osaka (Bentencho - Sumiyoshi)
- 31 - Route Kobe-Yamate (Kobe - Shirakawa)
- 32 - Tunnel Shin-Kobe (route nationale 2 - Minotani)

### Ancienne route
- 8 - Route de Kyoto ( Fushimi - Yamashina ) (transférée à la West Nippon Expressway Company et la ville de Kyoto, renommée E89 Second Keihan Highway[1]